# NGC 3607
NGC 3607 (другие обозначения — UGC 6297, MCG 3-29-20, ZWG 96.21, PGC 34426) — галактика в созвездии Лев.
Этот объект входит в число перечисленных в оригинальной редакции «Нового общего каталога».
Галактика NGC 3607 входит в состав группы галактик NGC 3607. Помимо NGC 3607 в группу также входят ещё 9 галактик.
Галактика NGC 3607 входит в состав группы галактик NGC 3686. Помимо NGC 3607 в группу также входят ещё 22 галактики.
В галактике имеется широкое пылевое кольцо, а также яркая область Ha в ядерной области. В NGC 3607, по оценкам, содержится около 1000 шаровых скоплений.